# Vizepräsident der Republik Zypern
Der Vizepräsident der Republik Zypern ist die zweithöchste politische Position in der Republik Zypern nach dem Präsidenten. Gemäß der machtteilenden Verfassung von Zypern ist das Amt des Vizepräsidenten einem Zyperntürken vorbehalten, während das Amt des Präsidenten umgekehrt einem Zyperngriechen zusteht.
Allerdings ist das Amt seit der türkischen Invasion Zyperns 1974, die effektiv einen separaten türkisch-zypriotischen Staat schuf, vakant. Seither gilt der Präsident des zyprischen Repräsentantenhauses als zweithöchste Autorität.

## Geschichte
Die Republik Zypern wurde 1960 gegründet, nachdem durch die Unabhängigkeit von der britischen Kolonialherrschaft die staatliche Souveränität erreicht wurde. Ihre Verfassung, die gemäß den Zürcher und Londoner Abkommen in Kraft trat, teilte die Macht zwischen den beiden größten ethnischen Gruppen der Insel.
Fazıl Küçük wurde der erste Vizepräsident des Landes. Er trat 1959 bei der Präsidentschaftswahl 1959 ohne Gegenkandidaten an und wurde in der Wahl 1968 wiedergewählt. Rauf Denktaş trat 1973 ohne Gegenkandidaten an und wurde zum zweiten Vizepräsidenten gewählt.
Der Vizepräsident ernennt drei Minister für das Kabinet, doch aufgrund von Meinungsverschiedenheiten im Zuge der zyprischen interkommunalen Gewalt wurden solche Ernennungen nicht umgesetzt. Seit Dezember 1963 nehmen Zyperntürken nicht mehr an der Regierung teil.
Vizepräsident Denktaş und Präsident Makarios III. wurden durch einen Staatsstreich einer griechischen nationalistischer Junta, die von Griechenland unterstützt wurde, abgesetzt. Die Türkei reagierte mit einer Invasion der Insel. Nach dem Zusammenbruch der Militärjunta wurde Makarios III. wieder eingesetzt, doch türkische Truppen weigerten sich, die Insel zu verlassen. Später gründeten sie die Türkische Republik Nordzypern, mit Denktaş als Präsidenten.  Zyperngriechen flohen nach Süden, Znyperntürken nach Norden. Bis heute ist die Insel geteilt, trotz der Forderungen der Vereinten Nationen und der internationalen Gemeinschaft, die als Besetzung betrachtete türkische Präsenz zu beenden und die anerkannten Grenzen Zyperns wiederherzustellen.

## Liste
Die Geschichte der Amtsträger lautet wie folgt:
| Nr. | Bild | Name         | Amtszeit         | Amtszeit         | Gewählt   | Präsident     |
| Nr. | Bild | Name         | Amtsantritt      | Amtsende         | Gewählt   | Präsident     |
| --- | ---- | ------------ | ---------------- | ---------------- | --------- | ------------- |
| 1   |      | Fazıl Küçük  | 16. August 1960  | 18. Februar 1973 | 1959 1968 | Makarios III. |
| 2   |      | Rauf Denktaş | 18. Februar 1973 | 15. Juli 1974    | 1973      | Makarios III. |